# Bernhard Ließ
Bernhard Ließ (* 6. September 1926 in Braunschweig; † 5. November 2011) war ein deutscher Politiker (SPD). Er war unter anderem Oberbürgermeister von Braunschweig und Landtagsabgeordneter in Niedersachsen.

## Leben

### Jugend
Bernhard Ließ war der Sohn des gelernten Bäckers und Konditors Hermann Ließ und seiner Ehefrau Frida, geb. Steinmeyer. Er hatte fünf Schwestern. Seine Kindheit verbrachte er in Braunschweig in der Wiesenstraße, den späteren Teil seiner Jugend im Siegfriedviertel. Bereits als Kind wurde er politisch durch seinen Vater geprägt, der nach einer Umschulung aufgrund einer Kriegsverletzung in verschiedenen Berufen arbeitete und Betriebsratsvorsitzender in einem optischen Werk sowie Vorstandsvorsitzender der Berufsgenossenschaft Feinmechanik und Elektrotechnik war. Darüber hinaus war sein Vater langjähriges Mitglied der SPD und bis zu seiner Verhaftung durch die Nationalsozialisten Jungreichsbannerführer des Stadtbereichs Braunschweig.
Ostern 1933 wurde Ließ in die Volksschule Comeniusstraße eingeschult, die er bis 1941 besuchte. Im Anschluss daran absolvierte er bis Ende 1943 eine Ausbildung an der Lehrerbildungsanstalt Braunschweig und Helmstedt, bevor er zum Reichsarbeitsdienst nach Uelzen einberufen wurde. Im März 1944 folgte die Einberufung als Panzergrenadier zum Reservebataillon 585 der Wehrmacht nach Hannover-Bothfeld. Dort absolvierte er seine Grundausbildung und wurde anschließend zum Truppenübungsplatz in Bergen versetzt, um dort eine Ausbildung zum Reserveoffizierbewerber zu erhalten. Im September 1944 hatte Ließ seinen ersten Fronteinsatz in Holland, bevor er weitere Lehrgänge und Ausbildungen absolvierte. Schließlich kehrte er als Fahnenjunker im März 1945 zum Reservebataillon 585 zurück und wurde als Gruppenführer bei einer Einsatzgruppe eingesetzt. Er geriet in amerikanische Kriegsgefangenschaft, wurde jedoch kurz darauf wieder freigelassen.

### Nachkriegsjahre
Im Winter 1945 begann er eine Lehre zum Werkzeugmacher, das erste Lehrjahr absolvierte er in nur sechs Monaten. Ließ besuchte ab dem Frühjahr 1946 in Wolfenbüttel eine neugegründete Oberschule, eine Nachfolgeeinrichtung der dortigen Lehrerbildungsanstalt, um einen „normalen“ Schulabschluss zu erlangen.
Im elterlichen Wohnzimmer befand sich zwischenzeitlich das SPD-Parteilokal seines Stadtteils. Die Gründungsveranstaltung der Jungsozialisten am 23. Mai 1946 in Braunschweig veranlasste Ließ, am 24. Juli 1946 in die SPD einzutreten. Im Herbst 1946 wurde er Mitglied in der Sozialistischen Jugend – Die Falken.

### Berufsleben
Am 1. April 1947 wurde Ließ als Stadtassistentenanwärter im Rathaus Braunschweig eingestellt und legte im Rahmen seiner Ausbildung die erste und zweite Verwaltungsprüfung ab. Als Stadtsekretär erhielt er von der Stadt ein Stipendium für ein zweisemestriges Studium an der Hochschule für Arbeit, Politik und Wirtschaft in Wilhelmshaven, wo er Betriebswirtschaft, Finanzwirtschaft und Arbeitsrecht studierte. Im Anschluss daran wurde er zum Stadtinspektor befördert und Abteilungsleiter.
1955 wechselte er als Fachsekretär zur Ortsverwaltung Braunschweig der ÖTV.
Bernhard Ließ war Vorsitzender mehrerer Aufsichtsräte städtischer Betriebe sowie Mitglied im Beirat der Braunschweigischen Staatsbank (später Aufsichtsrat der Nord/LB), der Braunschweig GmbH, Vorstandsvorsitzender der LVA Braunschweig und Beiratsmitglied der Öffentlichen Versicherung Braunschweig. Er gründete zudem ein Büro für Standort- und Marktuntersuchungen, das er freiberuflich betrieb.
Von 1974 bis 1978 war er Verbandsdirektor des Großraumverbandes Braunschweig und von 1979 bis 1983 Hauptgeschäftsführer beim BTSV Eintracht Braunschweig.

## Politische Karriere
Ließ trat nach seiner Anstellung bei der Stadt in die Gewerkschaft ÖTV ein und war Gründungsmitglied der ÖTV-Jugendgruppe im Rathaus. Als Vorsitzender dieser Gruppe wurde er auch Mitglied des Betriebsrates und wurde schließlich in den Bundesjugendausschuss der ÖTV gewählt.
Am 7. Mai 1960 wurde Ließ zum geschäftsführenden Vorsitzenden des Kreisausschusses Braunschweig-Wolfenbüttel des DGB gewählt, ein Amt, das er bis 1968 innehatte.
Seit 1959 war Bernhard Ließ Ratsherr der Stadt Braunschweig und wurde zunächst am 4. September 1963 als Nachfolger von Albert Höft zum Zweiten Bürgermeister gewählt und schließlich am 21. Oktober 1964, als Nachfolger von Martha Fuchs, Oberbürgermeister. Das Amt des Oberbürgermeisters bekleidete er, nach seiner Wiederwahl am 23. Oktober 1968, bis zum 21. November 1972.
In seine Amtszeit fiel unter anderem die Eröffnung der Ausstellung „Wien – Stadt der Arbeit, Stadt der Kunst“ am 2. September 1966 im Braunschweiger Rathaus und der Empfang der Meistermannschaft von Eintracht Braunschweig am Abend des 3. Juni 1967 in der Dornse des Altstadtrathauses. Nach dem Einmarsch der Warschauer-Pakt-Staaten in die Tschechoslowakei im Zuge des Prager Frühlings rief Bernhard Ließ als Oberbürgermeister dazu auf, den Verkehr für drei Minuten ruhen zu lassen; in der Braunschweiger Zeitung wurde am 23. August 1968 folgender Aufruf veröffentlicht: „Verkehrsruhe für 3 Minuten. Oberbürgermeister Bernhard Ließ ruft die Braunschweiger Bevölkerung an diesem Freitag, von 12.00 bis 12.03 Uhr zu einer absoluten Verkehrsruhe auf. Braunschweig will damit seine Solidarität mit dem tschechoslowakischen Volk in seinem Kampf um Demokratie und Freiheit dokumentieren.“
Während seiner Amtszeit als Oberbürgermeister der Stadt Braunschweig war er zudem Gründer und Vorsitzender der Arbeitsgemeinschaft Niedersächsischer Oberbürgermeister sowie Vizepräsident des Niedersächsischen Städtetages.
Am 14. Juni 1970 wurde Ließ als Braunschweiger Abgeordneter in den Niedersächsischen Landtag der 7. Wahlperiode gewählt, dessen Mitglied er somit vom 21. Juni 1970 bis 20. März 1974 war. Am 7. Februar 1974 wurde er zum Verbandsdirektor des Großraumverbandes Braunschweig gewählt.
Als Ruheständler war Bernhard Ließ unter anderem in der Arbeitsgemeinschaft SPD 60 plus seit deren Gründung im Jahre 1994 als Vorsitzender aktiv, in deren Vorstandskreis im Braunschweiger SPD-Unterbezirk er am 19. März 2008 erneut gewählt wurde. Aus Altersgründen legte er im Februar 2010 seine Funktionen nieder und wurde zum Ehrenvorsitzenden der AG gewählt.

## Sonstiges
Ließ lernte im Jahr 1949 bei einer Kundgebung der SPD in der Braunschweiger Stadthalle seine spätere Frau kennen, die er 1952 heiratete. In den Jahren 1953 und 1954 wurden seine beiden Töchter geboren.
Er war Mitglied der Bundesversammlung 1969, bei der Gustav Heinemann zum Bundespräsidenten gewählt wurde. Außerdem war er Mitglied der Deutsch-Norwegischen Freundschaftsgesellschaft sowie der Deutsch-Israelischen Gesellschaft, deren Präsidium er früher ebenfalls angehörte.